# Correo Central (stacja metra)
Correo Central – stacja metra w Buenos Aires, na linii E. Znajduje się za stacją Catalinas, a stacją Bolívar.